# Техеран (остан)
Техеран (на персийски: تهران) е един от 31 остана (провинции) на Иран. Разположен е в северната част на страната, в подножието на планинската верига Алборз. Заема площ около 19 000 km², населението е над 13 милиона (2016 г.). Провинцията е част от административния регион 1 на Иран. Административен център е столицата на страната, град Техеран.

## История
Селища на територията на остана съществуват от няколко хиляди години. В района на планината Фирузкух са намерени руини, чието датиране ги свързва с четвъртото хилядолетие преди Христа. До преди 300 години централно значние има градът Рей. Градът Техеран се развива през втората половина на XVIII век и става столица на страната през 1778 г. след като на власт идва Каджарската династия.
Остан Техеран се обособява като административна единица през 1942 г. Впоследствие неговите граници няколко пъти се променят, променя се и вътрешното му административно деление на шахрестани. През 2010 г. от остана отделят няколко града, сред които е Карадж, който става административен център на обособения остан Алборз.

## География
Остан Техеран граничи на север с остан Мазандаран, на запад с останите Маркази и Казвин, на юг с Кум и на изток със Семнан.
Разположен е на юг от планинската верига Алборз и Каспийско море и се намира в земетръсна зона. Най-високата точка на провинцията е планината Дамаванд (5 678 м), най-ниската е равнината Варамин (790 м). Горите заемат над 330 km², пасищата се разпростират на над 12800 km². Големите реки са Карадж и Джайруд. Релефът е планински – на север и североизток се простират планините Алборз, Савадкух и Фирузкух, в южната част се намират планините Лавасанат, Шемиранат, Хасан Абад и Намак.
Климатът се характеризира с четири сезона. Най-горещите месеци в годината са от средата на юли до средата на септември, когато температурите варират от 28° до 35°C. Най-студените месеци са декември и януари с температури между 7° и -5° C. В град Техеран зимата е умерена, а лятото е горещо. Средногодишните валежи са приблизително 400 мм, като максималните са през зимния сезон.

## Административно деление
Всеки остан в Иран се дели на шахрестани, които се състоят от бахши, те на свой ред съдържат най-малките административни единици – дехестани. Административният център на шахрестан е град, който носи името на шахрестана. Остан Техеран е разделен на 16 шахрестана.
| Карта на остан Техеран | Шахрестан | Население |
| ---------------------- | --------- | --------- |
|                        |           |           |
| Техеран                | 8 737 510 |           |
| Дамаванд               | 349 700   |           |
| Рей                    | 349 700   |           |
| Шемиранат              | 47 279    |           |
| Варамин                | 283 742   |           |
| Шахрияр                | 744 210   |           |
| Есламшахр              | 548 620   |           |
| Робат Карим            | 291 516   |           |
| Пакдащ                 | 350 966   |           |
| Фирузкух               | 33 558    |           |
| Годс                   | 316 636   |           |
| Малард                 | 377 292   |           |
| Пишва                  | 86 601    |           |
| Бахарестан             | 536 329   |           |
| Пардис                 | 169 060   |           |
| Гарчак                 | 269 138   |           |

## Население
Остан Техеран има над 13 милиона жители, което е около 17% процента от цялото население на страната. От тях над 12 милиона живеят в градове. Около 64% на градското население е концентрирано в столицата Техеран.
Етническото мнозинство са персийци. Сред малцинствените групи най-многобройни са азери. Основната религия е шиитски ислям, религиозните малцинства са християни, евреи, бахаи.
Около 93% от населението на остан Техеран е грамотно (възрастова група над 6 г.)

## Икономика и транспорт
Останът притежава около 30% от икономиката и 40% от потребителския пазар на страната. На територията му се намират над 17000 производствени единици, което е 26% от техния брой в цялата страна. Тук се намират три язовира и две естествени езера, които осигурява водоснабдяването на селищата. Останът разполага с мрежа от пътища, част от която са големи автомагистрали. В столицата има няколко линии метро. Летищата са две – Мехрабад за вътрешни полети и Имам Хомейни за международни.

## Забележителности
Освен музеите и дворците на столицата Техеран провинцията притежава природни и исторически забележителности, голяма част от които са включени в националния списък на културното и историческото наследство на Иран:
- Танге Саваши – планински проход в шахрестан Фирузкух. Освен красиви долини и водопади тук се намира и един от историческите барелефи, изработени по нареждане на каджарския владетел Фатх Али Шах;
- Тепе Ваван – шахрестан Есламшахр;
- Тепе Алурд – шахрестан Шахрияр;
- Яхчал Таршанбе – шахрестан Есламшахр;
- Голе Ирадж – древна крепост, шахрестан Варамин;
- Кервансарай Хадж Кемал – шахрестан Робат Карим;
- Чешме Али – археологически комплекс край воден източник, шахрестан Рей. Тук се намира вторият барелеф, създаден за Фатх Али Шах;
- Кула Тогрол – шахрестан Рей.

- Проходът „Танге Саваши“
- Каджарският барелеф в „Танге Саваши“
- Хълмът „Ваван тепе“
- Каджарският барелеф в „Чешме Али“